# فاقة غذائية
اَلْفَاقَةُ اَلْغِذَائِيَةُ هو مرض ناتج عن نقص أو غياب نوع من الأغذية البسيطة. يؤدي سوء التغذية إلى الإصابة بأمراض، تختلف حدتها حسب طبيعة نقص الوزن الغذائي، وتسمى هذه الأمراض بأمراض الفاقات الغذائية.

## الفاقات الغذائية
بعض الأمراض الناتجة عن الفاقات الغذائية:

### الكساح

#### أعراضه
تشوهات في العظام، تقوس في الساقين، انتفاخ رؤوس العظام، تضخم الجمجمة، انتفاخ البطن.

#### أسبابه
نقص في الكالسيوم والفيتامين D، عدم التعرض لأشعة الشمس.

#### طرق الوقاية منه
تناول أغذية غنية بالكالسيوم والفيتامين D (حليب، خضر...)، التعرض لأشعة الشمس يومياً.

### التدرق

#### أعراضه
انتفاخ الغدة الدرقية، اضطرابات عصبية، جحوظ العينين، خلل في نمو العظام الطويل.

#### أسبابه
نقص في مادة اليود.

#### طرق الوقاية منه
تناول أغذية غنية بمادة اليود (ملح، فواكه البحر...).

### كواشيوركور

#### أعراضه
نمو غير عادي، انتفاخ أطراف الوجه، جروح جلدية.

#### أسبابه
نقص في البروتيدات.

#### طرق الوقاية منه
تناول أغذية غنية بالبروتيدات (لحم الغنم، حليب، البيض، السردين...).